# Évreux FC 27
Évreux Football Club 27 là một câu lạc bộ bóng đá Pháp được thành lập vào năm 2009. Đội có trụ sở tại Évreux, Normandy. Đôi chơi ở Stade Jean Bouin ở Paris. Đội chia sẻ sân vận động cùng với câu lạc bộ nghiệp dư Amiens AC.

## Lịch sử
Sự thành lập tương đối muộn của câu lạc bộ là kết quả của sự hợp nhất giữa hai câu lạc bộ địa phương trong thành phố, Évreux AC và ALM Évreux. Việc sáp nhập được khởi xướng bởi các cầu thủ bóng đá chuyên nghiệp Mathieu Bodmer và Bernard Mendy. Cả hai cầu thủ đều đến từ thành phố Évreux và bắt đầu sự nghiệp tại Évreux AC. Việc sáp nhập được chính thức công bố vào ngày 15 tháng 6 năm 2009 sau cuộc họp giữa hai quan chức của câu lạc bộ. Mathieu Bodmer được bổ nhiệm làm chủ tịch,, nhưng do lịch trình bóng đá bận rộn, đã đồng ý giao trách nhiệm cho câu lạc bộ cho Abdel Bouchelagem, người sẽ quản lý câu lạc bộ, Eric Fouda, người sẽ là giám đốc thể thao và Ossam Benali, người sẽ có trách nhiệm xử lý các nhiệm vụ hành chính của câu lạc bộ. Sau khi sáp nhập, câu lạc bộ mới được đưa vào Championnat de France Amateur 2, thay thế cho câu lạc bộ cũ, Évreux AC.

### Nhân viên

#### Giám đốc
- Kịch Dillane

#### Trợ lí huấn luyện viên
- Sylvain Lambert

#### HLV thủ môn
- Philippe Leclerc

#### Huấn luyện viên thể chất
- Robin Suzanne

## Huấn luyện viên đáng chú ý
- Abdel Bouchelagem (2009-2010)

## liên kết ngoài
- Website chính thức (tiếng Pháp)
- Trang web lưu trữ Lưu trữ ngày 4 tháng 10 năm 2012 tại Wayback Machine